# شتيفان راب
شتيفان راب (بالألمانية: Stefan Raab)‏ (و. 1966  م) هو مقدم تلفزيوني، وممثل هزلي، ومقدم برامج إذاعية، وصحفي، وموزع، وترفيهي، ومنتج تلفزيوني، ومنتج أسطوانات، ورائد أعمال، ومغن ومؤلف ألماني، ولد في كولونيا، شارك في مسابقة الأغنية الأوروبية 2000.

## التعليم
تعلم في Aloisiuskolleg ‏، وتحصل منها على أبيتور، وجامعة بيليفيلد، في تخصص دراسة القانون، وجامعة كولونيا، في تخصص علم القانون.

## جوائز
حصل على جوائز منها:
- Rose d'Or [الإنجليزية]‏ (2011)
- Deutscher Comedypreis [الإنجليزية]‏ (1998)
- جائزة إيكو (1996)
- الشوكة الرنانة الذهبية [الإنجليزية]‏ (1994)
- Gold record [الإنجليزية]‏
- رومي  [لغات أخرى]‏.

## وصلات خارجية
- ستيفان راب على موقع IMDb (الإنجليزية)
- ستيفان راب على موقع مونزينجر (الألمانية)
- ستيفان راب على موقع ألو سيني (الفرنسية)
- ستيفان راب على موقع ميوزك برينز (الإنجليزية)
- ستيفان راب على موقع ميوزك برينز (الإنجليزية)
- ستيفان راب على موقع ميوزك برينز (الإنجليزية)
- ستيفان راب على موقع أول موفي (الإنجليزية)
- ستيفان راب على موقع أول ميوزيك (الإنجليزية)
- ستيفان راب على موقع ديسكوغز (الإنجليزية)
- ستيفان راب على موقع ديسكوغز (الإنجليزية)
- ستيفان راب على موقع ديسكوغز (الإنجليزية)